# Stichting Charles Vandenhove
De Stichting Charles Vandenhove staat voor een uitgebreide collectie hedendaagse kunst van de Belgische architect Charles Vandenhove. Hij schonk deze samen met een beduidend geldbedrag in 2012 aan de Universiteit Gent. De collectie vindt sinds 2017 zijn vaste stek in een nieuwe behuizing langs Henry Van de Veldes Boekentoren.

## Toelichting
Het tentoonstellingsgebouw verrees in de schaduw van de Boekentoren op de hoek van de Sint-Pietersnieuwstraat en de Rozier. De kunstverzameling bestaande uit ongeveer 180 werken uit de tweede helft van de 20e eeuw is opgebouwd rond een aantal kernen:
- École de Paris/Cobra: Pierre Alechinsky, Roger Bissière, Christian Dotremont, Luis Feito, Asger Jorn, Alfred Manessier, Georges Mathieu, Henri Michaux, Antonio Saura, Maria Helena Vieira da Silva, Pierre Soulages, Raoul Ubac
- Popart: Shusaku Arakawa, César Baldaccini, Christo, Jim Dine, Simon Hantaï, Louise Nevelson, Patrick Raynaud, Martial Raysse, Andy Warhol
- Expressionisme: met onder andere Anselm Kiefer, Hermann Nitsch, Arnulf Rainer, Antoni Tàpies, Cy Twombly
- Conceptuele kunst: Bernd en Hilla Becher, Christian Boltanski, Daniel Buren, Jacques Charlier, Patrick Corillon, Barry Flanagan, Gilbert & George, Bertrand Lavier, Sol LeWitt, Giulio Paolini, Richard Serra, Niele Toroni, Claude Viallat
- Nieuwste richtingen: met onder andere David Claerbout, Ludger Gerdes, Luc Tuymans, Jan Vercruysse

De kunstcollectie is ondergebracht in een gebouw naar een ontwerp van de schenker. Het strak ogend gebouw vertoont eclectische trekjes: de gesloten gevel verwijst naar het Maison Wuidar, het auditorium heeft veel weg van zijn Justitiepaleis in Den Bosch en de trappenpartij lijkt op die van het Maison Bonne Fortune in Luik. 
 
De kunstcollectie zal niet op de klassieke manier als museum ontsloten worden. De kunstwerken zullen niet allemaal tegelijk getoond worden. De kunstverzameling wordt aangewend in een onderwijsproject van de masterstudenten kunstwetenschappen en architectuur. Volgens docent Bart Verschaffel zal deze moeten uitgroeien tot een expertisecentrum over het verzamelen en tentoonstellen. Daardoor krijgt de collectie een publieke betekenis met een inhoudelijk project eraan gekoppeld.